# Egyházashollós, Vas
Egyházashollós  este un sat în districtul Körmend, județul Vas, Ungaria, având o populație de 565 de locuitori (2011). 

## Demografie
Componența etnică a satului Egyházashollós
     Maghiari (94,18%)
     Germani (4,73%)
     Necunoscut (1,09%)
     Alții (1,09%)
Componența confesională a satului Egyházashollós
     Romano-catolici (64,07%)
     Reformați (17,88%)
     Fără religie (3,01%)
     Luterani (1,06%)
     Necunoscută (13,98%)
     Alte religii (1,06%)
Conform recensământului din 2011, satul Egyházashollós avea 565 de locuitori. Din punct de vedere etnic, majoritatea locuitorilor (94,18%) erau maghiari, cu o minoritate de germani (4,73%). Apartenența etnică nu este cunoscută în cazul a 1,09% din locuitori.  Din punct de vedere confesional, majoritatea locuitorilor (64,07%) erau romano-catolici, existând și minorități de reformați (17,88%), persoane fără religie (3,01%) și luterani (1,06%). Pentru 13,98% din locuitori nu este cunoscută apartenența confesională.